# Jezici Gane
Nekada nazivana Zlatna Obala i Britanski Togoland. 22.535.000 stanovnika. Služben jezik engleski*. Populacija slijeph: 60,418. Broj individualnih jezika 79, svi su živi.
- Abron jezik [abr] 1,050,000
- Adamorobe jezik [ads] 3,400
- Adangbe jezik [adq] 200  (2006).
- Adele jezik [ade] 11,000  (2003).
- Ahanta jezik [aha] 142,000 (2003).
- Akan jezik [aka] 8,300,000  (2004 SIL).
- Akposo [kpo] 7,500  (2003).
- Animere jezik [anf] 700 (2003).
- Anufo jezik [cko] 66,000  (2003).
- Anyin jezik [any] 250,000  (2003).
- Avatime jezik [avn] 24,000 (2003).
- Awutu jezik [afu] 180,000 (2003).
- Bimoba jezik [bim] 120,000 (2004 SIL).
- Birifor, Southern [biv] 125,000  (2003),
- Bissa jezik [bib] 166,000  (2003).
- Buli [bwu] 150,000 (2003 GILLBT),
- Chakali [cli] 6,000 (2003 GILLBT).
- Chala [cll] 3,000 (2003 GILLBT).
- Cherepon [cpn] 111,000 (2003).
- Chumburung [ncu] 69,000 (2004 SIL),
- Dagaare, Southern [dga] 700,000 (2003),
- Dagbani [dag] 800,000 (2004 SIL),
- Dangme jezik [ada] 800,000 (2004 SIL).
- Deg [mzw] 26,400  (2003).
- Delo [ntr] 10,900  (2003),
- Dompo [doy] 65 (Blench 1999),
- Dwang [nnu] 8,200 (2003 GILLBT).
- Engleski jezik* [eng]
- Éwé [ewe] 2,250,000  (2003),
- Farefare [gur] 820,000  (2003),
- Fulfulde, Maasina [ffm] 7,300  (1991).
- Ga jezik [gaa] 600,000 (2004 SIL).
- Ghanaian Sign Language [gse]
- Gikyode jezik [acd] 10,400 (2003),
- Gonja [gjn] 230,000 (2004 SIL),
- Gua [gwx] 60,200 (2003).
- Hanga [hag] 6,800 (2003 GILLBT),
- Hausa jezik [hau]
- Jwira-Pepesa [jwi] 18,000 (2003 GILLBT).
- Kabiyé [kbp]
- Kamara [jmr] 3,000 (2003 GILLBT),
- Kantosi [xkt] 2,300  (2003 GILLBT).
- Kasem [xsm] 130,000 (2004 SIL),
- Konkomba [xon] 500,000  (2003),
- Konni [kma] 3,800 (2003 GILLBT),
- Kplang [kph] 1,600 (2003 GILLBT).
- Krache [kye] 58,000 (2004 SIL),
- Kulango, Bondoukou [kzc] 27,000  (2003 GILLBT).
- Kulango, Bouna [nku] 15,500  (1991).
- Kusaal [kus] 420,000 (2004 SIL),
- Lama [las]  (1996).
- Larteh [lar] 74,000 (2003 GILLBT).
- Lelemi [lef] 48,900 (2003),
- Ligbi [lig] 15,000  (2003 GILLBT).
- Logba [lgq] 7,500 (2003).
- Mampruli [maw] 220,000  (2004 SIL),
- Nafaanra [nfr] 61,000 (2003 GILLBT),
- Nawdm [nmz]
- Nawuri [naw] 14,000 (2003 GILLBT),
- Nchumbulu [nlu] 1,800 (2003 SIL).
- Nkonya [nko] 28,000 (2004 SIL).
- Ntcham [bud] 57,000  (2004 SIL).
- Nyangbo jezik [nyb] 6,400 (2003).
- Nzema [nzi] 262,000  (2004 SIL).
- Paasaal [sig] 36,000 (2003 GILLBT),
- Safaliba [saf] 4,000 (2003),
- Sehwi [sfw] 250,000 (2003).
- Sekpele jezik [lip] 23,400 (2003).
- Selee jezik [snw] 11,300 (2003 GILLBT).
- Sisaala, Tumulung [sil] 105,000 (2003 GILLBT).
- Sisaala, Western [ssl] 30,000 (2003 GILLBT).
- Siwu jezik [akp] 27,000 (2003).
- Tafi jezik [tcd] 4,400 (2003).
- Tampulma [tpm] 16,000 (2003).
- Tem [kdh] 53,000.
- Tuwuli jezik [bov] 11,400 (2003 GILLBT).
- Vagla [vag] 13,500 (2003 GILLBT),
- Wali [wlx] 138,000 (2003).
- Wasa [wss] 309,000 (2003).

## Vanjske poveznice
- Ethnologue (14th)
- Ethnologue (15th)